# Umberto Tozzi
Umberto Antonio Tozzi (Turín, 4 de marzo de 1952), conocido popularmente como Umberto Tozzi, es un cantautor italiano de pop y rock.

## Trayectoria artística
Sus padres eran emigrantes originarios de Rodi Garganico. Su hermano mayor es Franco Tozzi, cantante que obtuvo discreta popularidad en la década de 1960, y con el que comenzó a dar sus primeros pasos a nivel musical, haciendo el papel de guitarrista en el grupo que acompañaba a Franco en las giras. En 1968, a los 16 años de edad, formó parte de Off Sound, un grupo de rock de Turín. En Milán conoció a Adriano Pappalardo, y juntos formaron un grupo de 13 personas que recorrió toda Italia con su espectáculo musical.
En 1972 obtuvo su primer éxito con el tema "Un corpo, un'anima", escrita con Damiano Dattoli que resultó ganadora del concurso "Canzonissima" de ese año; posteriormente la canción sería interpretada por Wess y Dori Ghezzi. Con el mismo Dattoli y Massimo Luca forma un grupo, I Data; juntos lanzaron un único álbum, "Strada bianca", publicado por la casa discográfica de Lucio Battisti y del que se pusieron a la venta muy pocas copias.
En 1976 salió al mercado la canción "Io camminero'", que fue llevada al éxito por Fausto Leali. A continuación saldría el primer álbum de Umberto Tozzi, "Donna Amante Mia". En 1977 logró su primer gran éxito con la canción «Ti amo», que le consagraría en Italia, a la que siguió “Tu” (1978), que le llevaría a una gran gira a través de Australia, donde sus ventas le colocaron entre los discos más exitosos de ese año. Al año siguiente volvió a alcanzar el éxito con "Gloria" (1979); esta última le llevó a sonar en todo el planeta y en diferentes idiomas. "Gloria" fue cantada en inglés por Laura Branigan, alcanzado el primer lugar en ventas de los Estados Unidos y Canadá en 1982. 
En la década de 1980 ya era conocido en todo el mundo gracias a sus éxitos de finales de los setenta como "Ti amo" y "Gloria". Tras su éxito a nivel mundial, la música de Umberto Tozzi llegaría también a Latinoamérica, cuando el Grupo infantil Parchís en 1980 popularizó la canción "Gloria" en ese hemisferio. Asimismo, su éxito de 1980, "Stella Stai", fue popularizado en Hispanoamérica por el grupo juvenil Menudo, que grabó una versión en español de la canción, traducida como "Claridad".
En 1980 también obtuvo fama tras su gira por varios países de América del Sur, como Chile y Argentina, cantando en su acento castellano, participando además en el Festival de Viña del Mar de ese año en Chile con una versión de "Ti amo" traducida al español. Gracias a esto, en España y Hispanoamérica se hizo conocer como un gran exponente del pop-rock italiano.
Tras un periodo apartado de las apariciones en vivo, reapareció en el Festival de San Remo de 1987. Ese mismo año, junto con el joven cantante Raf, representó a Italia en el Festival de la Canción de Eurovisión, en Bruselas, con la canción "Gente di mare", con la que obtuvieron el tercer puesto.

## Vida personal
Está casado desde 1995 con Michela Micheliotto con quien vive en Montecarlo desde 1991. Se casaron 4 veces: en la iglesia, en el ayuntamiento, en Mauricio y en Montecarlo. Los dos tuvieron 2 hijos: Gianluca y Natasha. Tozzi también tiene otro hijo, Nicola Armando, de su anterior relación con la friulana Serafina Scialò.

## Discografía
- 1974 - Strada bianca (Número uno, ZSLN 55668; con I Data, grupo del cual formó parte)
- 1976 - Donna amante mia
- 1977 - È nell'aria...ti amo
- 1978 - Tu
- 1979 - Gloria
- 1980 - Tozzi
- 1980 - In concerto (doble CD, en directo)
- 1981 - Notte rosa
- 1982 - Eva
- 1984 - Hurrah
- 1987 - Minuti di un'eternità (recopilación con inéditos)
- 1987 - Invisibile
- 1988 - Royal Albert Hall (doble, en directo con inéditos)
- 1991 - Gli altri siamo noi
- 1991 - Le mie canzoni (recopilación)
- 1994 - Equivocando
- 1996 - Il grido
- 1997 - Aria e cielo
- 1999 - Bagaglio a mano (recopilación con 2 inéditas)
- 2000 - Un'altra vita
- 2002 - The Best (doble, recopilación con inéditos)
- 2005 - Le parole (Solo Palabras, para España, Latinoamérica y México)
- 2006 - Heterogene (Heterogene Project, álbum especial)
- 2006 - Tutto Tozzi (doble - recopilación)
- 2006 - Tozzi Masini (Canciones de versiones en dueto con Marco Masini)
- 2008 - Umberto Tozzi Non Solo Live (Doble disco, uno en vivo)
- 2009 - Superstar (Recopilatorio de canciones del lado b de los vinilos y secundarias en los CD junto con dos canciones inéditas)
- 2012 - Yesterday, today, salió al mercado el 15 de mayo) (Sony, solamente en Francia, Bélgica y Suiza, a partir del 26 )
- 2019 - Stalli Stai - Spiderman for fram home

## Videos de música
- Live Royal Albert Hall (VHS, 1989 - ed. Don't Worry)
- Le Mie Canzoni in Concerto (VHS, 1991)
- Live at Maple Leaf Gardens Toronto (VHS, 1993)
- Equivocando Tour (VHS, 1994)
- Ma che specttacolo (DVD, 2015)